# Pirata montanoides
Pirata montanoides là một loài nhện trong họ Lycosidae.
Loài này thuộc chi Pirata. Pirata montanoides được Richard C. Banks miêu tả năm 1892.